# 表示层
表示层(Presentation)亦稱表達層，为不同终端的上层用户提供数据和信息正确的语法表示变换方法。如文本文件的ASCII格式和UTF-8格式。

## 表示层的主要功能
- 数据语法转换
- 语法表示
- 连接管理
- 数据处理
  - 数据加密和解密
  - 数据压缩和解压
  - 数据编码和解码

## 具有表示层功能的协议
- HTTP/HTTPS
- FTP/FTPS
- SSH
- Telnet
- ASN.1